# Kim Busch
Pour les articles homonymes, voir Busch.
Kim Busch, née le 16 juin 1998, est une nageuse néerlandaise.

## Palmarès

### Championnats du monde en grand bassin
- Championnats du monde 2017 à Budapest :
  -  Médaille de bronze du 4 × 100 m nage libre.
- Championnats du monde 2024 à Doha :
  -  Médaille d'or du 4 × 100 m nage libre.

### Championnats du monde en petit bassin
- Championnats du monde 2016 à Windsor :
  -  Médaille d'argent du 4 × 50 m nage libre.
  -  Médaille d'argent du 4 × 50 m nage libre mixte (ne nage pas la finale).
  -  Médaille de bronze du 4 × 100 m nage libre (ne nage pas la finale).
- Championnats du monde 2018 à Hangzhou :
  -  Médaille d'argent du 4 × 50 m nage libre.
  -  Médaille d'argent du 4 × 100 m nage libre.
  -  Médaille d'argent du 4 × 50 m nage libre mixte (ne nage pas la finale).
  -  Médaille d'argent du 4 × 50 m quatre nages mixte (ne nage pas la finale).
  -  Médaille de bronze du 4 × 50 m quatre nages.

### Championnats d'Europe
- Championnats d'Europe 2018 à Glasgow :
  -  Médaille d'argent du 4 × 100 m nage libre.
- Championnats d'Europe 2020 à Budapest :
  -  Médaille d'argent du 4 × 100 m nage libre (ne nage pas la finale).

### Championnats d'Europe en petit bassin
- Championnats d'Europe 2017 à Copenhague :
  -  Médaille d'or du 4 × 50 m nage libre (ne nage pas la finale).